# أديم ظاهر سطحي
يكون الأديم الظاهرالسطحي (أو الأديم الظاهر الخارجي) الهياكل التالية:
- الجلد (البشرة فقط؛ البشرة ناشئة عن الأديم الظاهر) (وكذلك الغدد والشعر والأظافر)
- النسيج الظاهري من الفم والتجويف الأنفي والغدد اللعابية والغدد الموجودة بالفم والتجويف الأنفي
- مينا الأسنان (كملاحظة جانبية، عاج الأسنان و لب الأسنان تتكون جميعها من أرومة ظاهرية متوسطية وهي ناشئة من الأديم الظاهر (خاصة خلايا العرف العصبي ويسير مع خلايا المشيمة)
- النسيج الظاهر للغدة الصنوبرية والغدة النخامية
- عدسة القرنية والغدة الدمعية والغدد الجفنية والملتحمة في العين
- قمية حرف الأدمة وتشمل نمو براعم أطراف الجنين.[3]
- المستقبلات الحسية في البشرة

## وصلات خارجية
- https://web.archive.org/web/20071213145329/http://cwx.prenhall.com/bookbind/pubbooks/martini10/chapter18/custom3/deluxe-content.html